# Kőszeg
Kőszeg [ˈkøːsɛɡ] (deutsch Güns, kroatisch Kiseg) ist eine Stadt in Ungarn. Sie liegt im Westen des Komitats Vas, zwei Kilometer von der österreichischen Grenze entfernt, am rechten Ufer der Güns und am Fuße des Günser Gebirges, dem östlichen Ausläufer der Alpen im Grenzgebiet zwischen Österreich und Westungarn. Kőszeg ist Hauptort des gleichnamigen Kreises.

## Geschichte

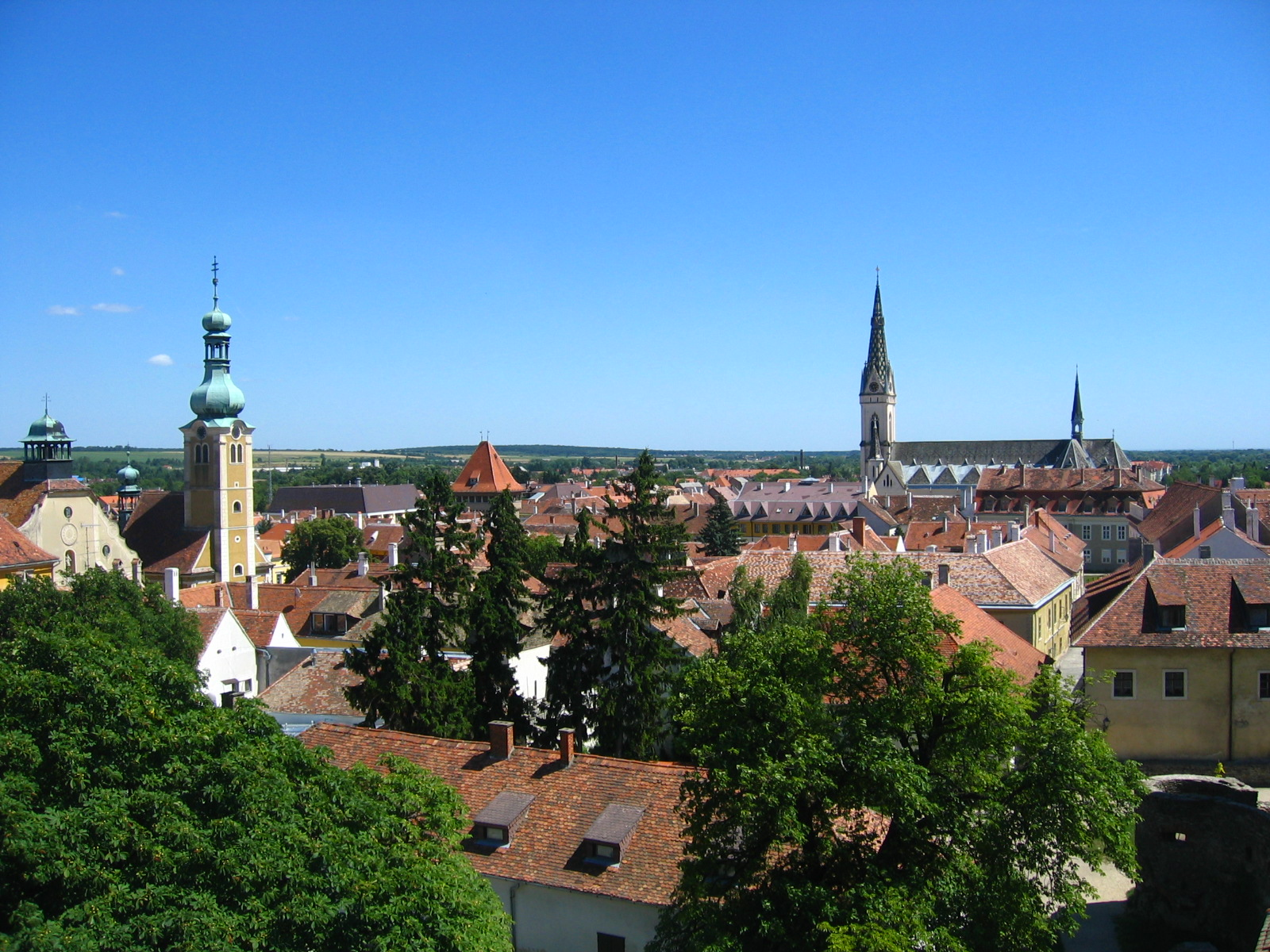
Blick auf Kőszeg von der Burg Jurisics

Die Entstehung der einzigen königlichen Freistadt des historischen Burgkomitates Vas (Eisenburg) reicht ins dritte Viertel des 13. Jahrhunderts zurück. Ihre Gründung verdankt sie dem Familienzweig Volfer (auch genannt Wolfger) aus dem Geschlecht von Héder, das sich im Jahre 1157 in Ungarn niedergelassen hat.
Vor 1274 wurde die zentrale Hofhaltung der aus dem Geschlecht ausgeschiedenen Familie Kőszegi (Herren von Güns, auch Güssinger Grafen genannt) durch Heinrich II. von Heder und seinen Sohn Ivan (auch: Johann I. von Heder) nach Kőszeg (Güns) verlegt. Jahrzehntelang war die Stadt der Sitz der Güssinger Grafen (Familie von Heder).
Erst 1327 brach Karl von Anjou die Macht der Familie Kőszegi (von Heder) in Westtransdanubien endgültig und erhob die Stadt ein Jahr später (1328) in den Rang einer königlichen Stadt. Unter der Herrschaft der Anjou (1347–1381) wurden auch die Stadtgrenzen befestigt.
1392 wurde die Stadt des Königs grundherrlich, indem der Palatin Nikolaus Garai eine an König Sigismund von Luxemburg gezahlte Pfandsumme der Familie Ellerbach von Monyorókerék zurückzahlte. Die Epoche der Garai ging 1441 zu Ende.
In der dritten Welle der großen Türkenkriege des 16. Jahrhunderts wurde Kőszeg zum bedeutendsten Schauplatz des Feldzuges von 1532. Zwischen dem 5. und 30. August wurden von dem Großwesir Ibrahim 19 heftige Sturmangriffe gegen die Stadt geführt (Belagerung von Kőszeg). Unter der Führung des Stadt- und Burgkommandanten Freiherr Nikola Jurišić (ungar. Miklós Jurisics) gelang es der kleinen Burgbesatzung, ein 80.000 Mann zählendes osmanisches Heer zurückzuschlagen.

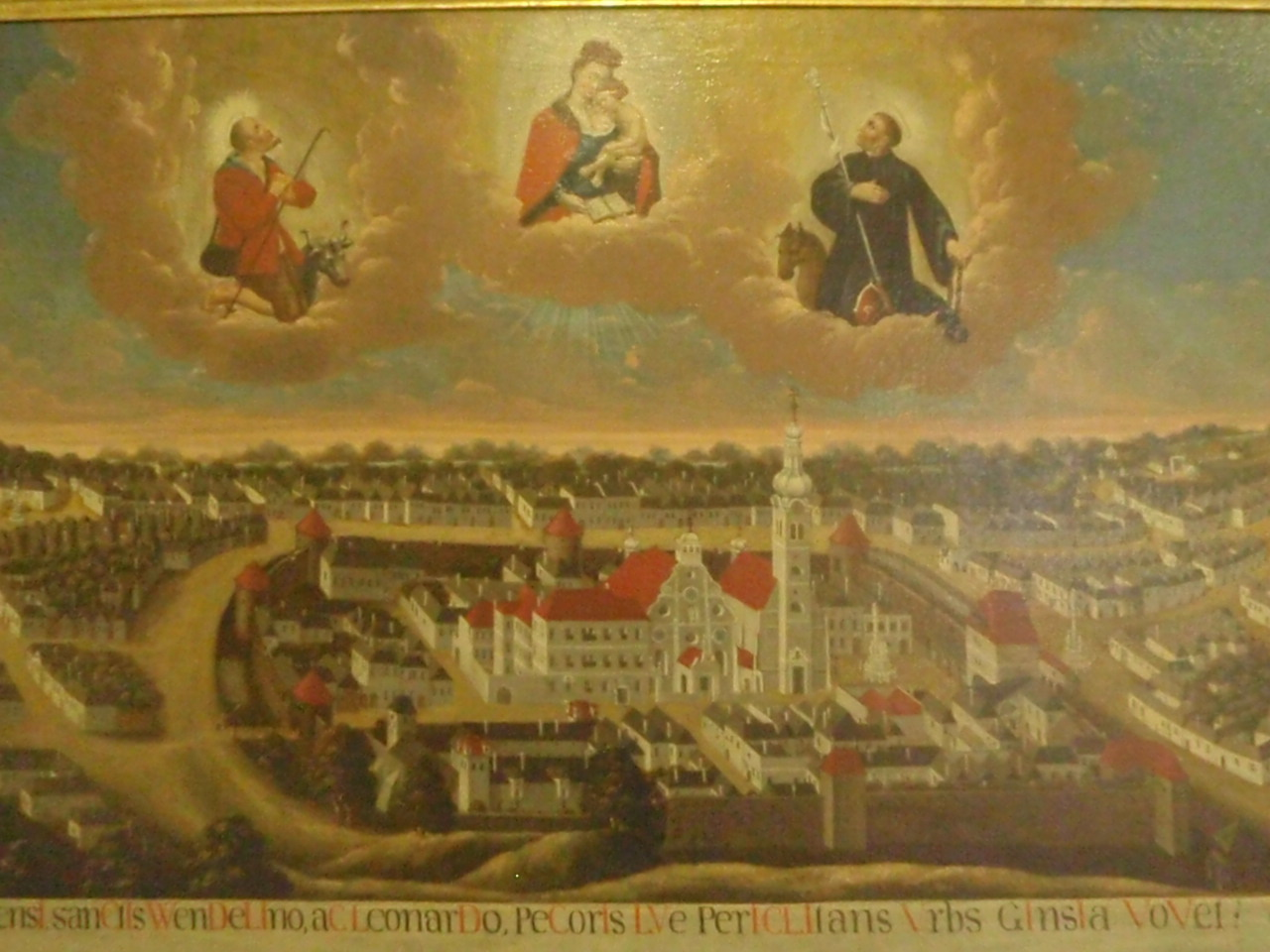
Blick über Güns, 1746

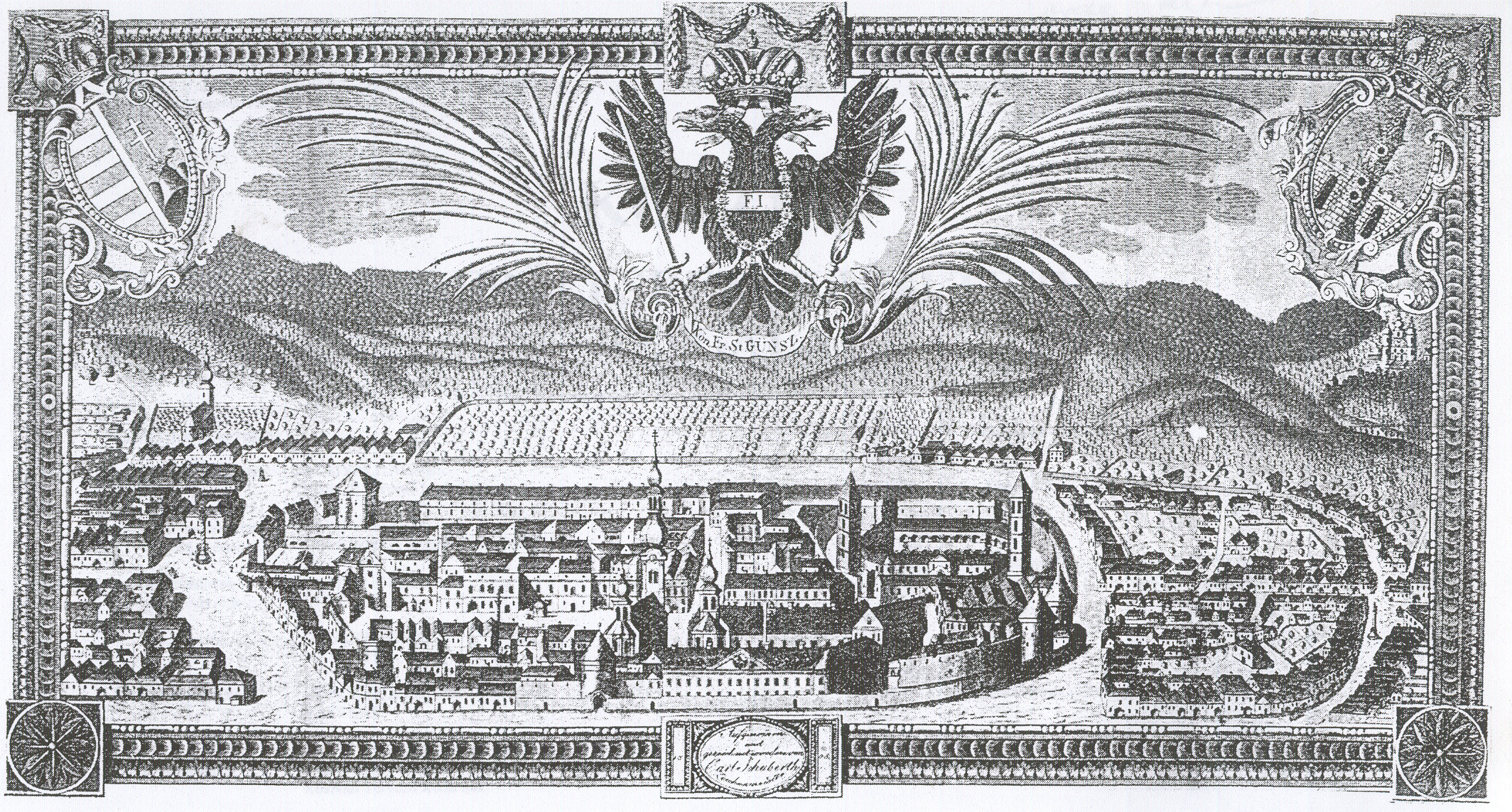
Güns, 1808

Nach dem letzten erfolglosen Ansturm der Türken wurde die türkische Heeresführung durch einen Aufstand der Janitscharen zur Aufgabe der Belagerung gezwungen. Laut Tradition soll das letzte Kontingent der abziehenden türkischen Truppen die Grenzen der Stadt um 11 Uhr verlassen haben. Zum Gedenken an diese historische Tat läuten seit 1777 die Kirchenglocken von Kőszeg um 11 Uhr.
Nach den Türkenkriegen gelangten die Burg und das Herrschaftsgebiet von Kőszeg 1695 in den Besitz der Herzogsfamilie Esterházy, wo sie bis 1931 verblieben.
Die strategische Bedeutung der Stadt ging nach dem Rákóczi-Freiheitskampf von 1703–1711 verloren. Neben Szombathely war Kőszeg für die Militärführung der Kuruzen von 1705–1708 die wichtigste Festung bei der Befreiung und Erhaltung der westlich der Raab gelegenen Landesgebiete.
Als letzter Aufzug der Freiheitskämpfe kam am 27. September 1710 eine fürchterliche Verheerung über das von Labanzen besetzte Kőszeg. Die zerstreuten Truppen des Kuruzenführers Ádám Balogh legten auf ihrem Rückzug vor den Kaiserlichen die Stadt in Brand. „An diesem Tag - vermerkte der Stadtschreiber - brannte die ganze Stadt ab, denn es kam ein großer Wind auf, und in der Innenstadt selbst blieb nur ein einziges Haus übrig. Kirchen, Türme und Schulen, alles brannte nieder, in der Hofstadt (in der ungarischen Vorstadt) blieben nur einige Katen an der Schanze heil.“
Die königliche Freistadt erlebte im 18. Jahrhundert die längste friedliche Epoche ihrer Geschichte. Zum ersten Mal in der Stadtgeschichte wurde versucht, die Bevölkerungsverluste im Jahre 1712 durch die Anwerbung von Kolonisten und durch die Gründung von Schwabendorf (Kőszegfalva) zu ersetzen.
An die Pest von 1712 erinnert auf dem Platz die 1713 aufgestellte barocke Dreifaltigkeitssäule mit den Heiligenstatuen auf dem achteckigen Postament. Diese wurde als Andenken an die 600 Opfer der Pestseuche in Kőszeg - Güns von dem Ödenburger Steinhauer Servatius Leithner geschaffen. Die Putte ganz oben hält die folgende lateinische Inschrift: „Heilige Dreifaltigkeit, errette die Notleidenden vor Hunger, Pest und Krieg“.
Zwischen 1729 und 1734 wurde nach der Pestepidemie auf Anregung der Jesuiten auf dem naheliegenden Kalvarienberg (392 m) die Kalvarienkirche als Barockkirche erbaut.

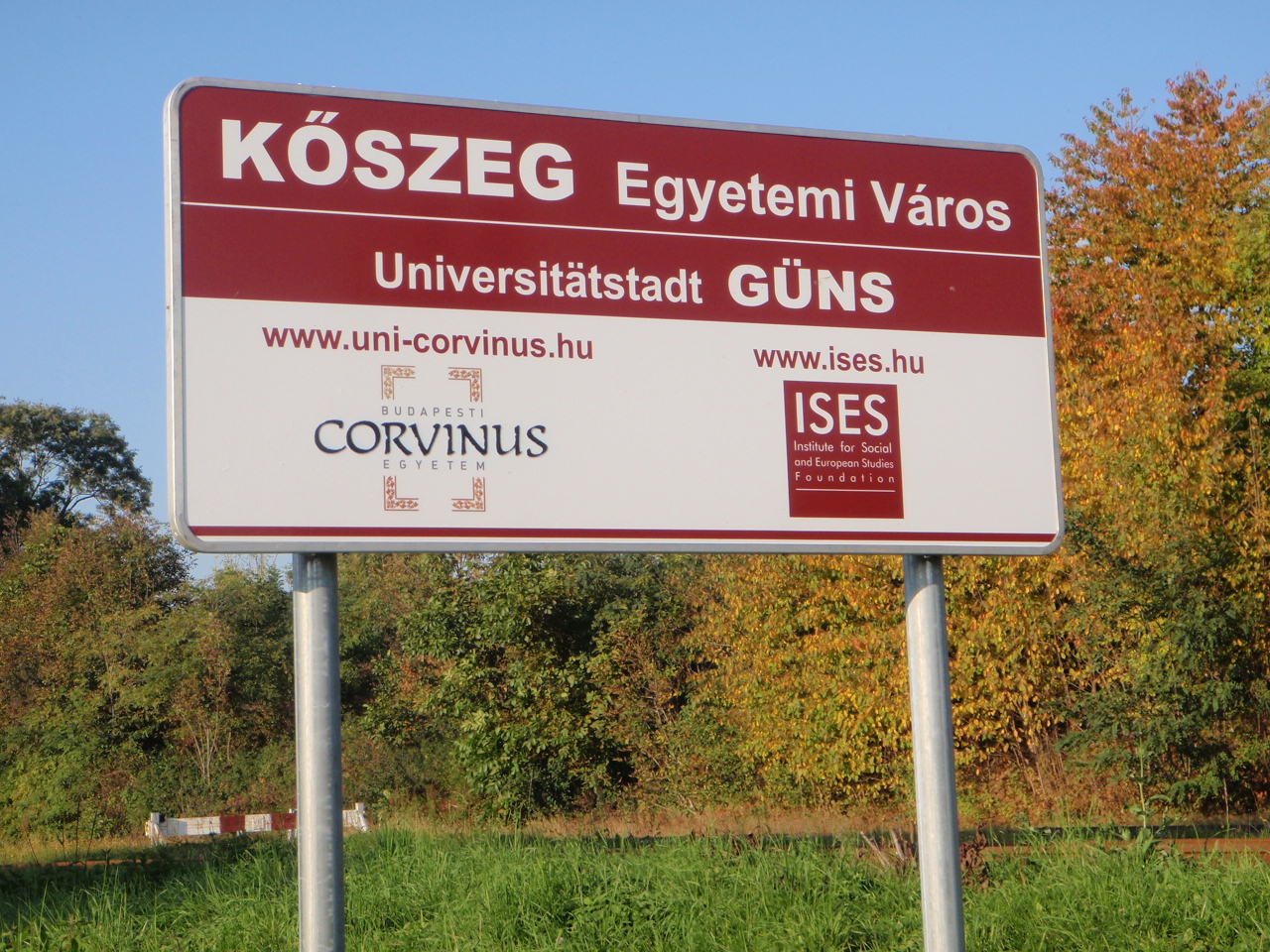
Universitätsstadt Güns

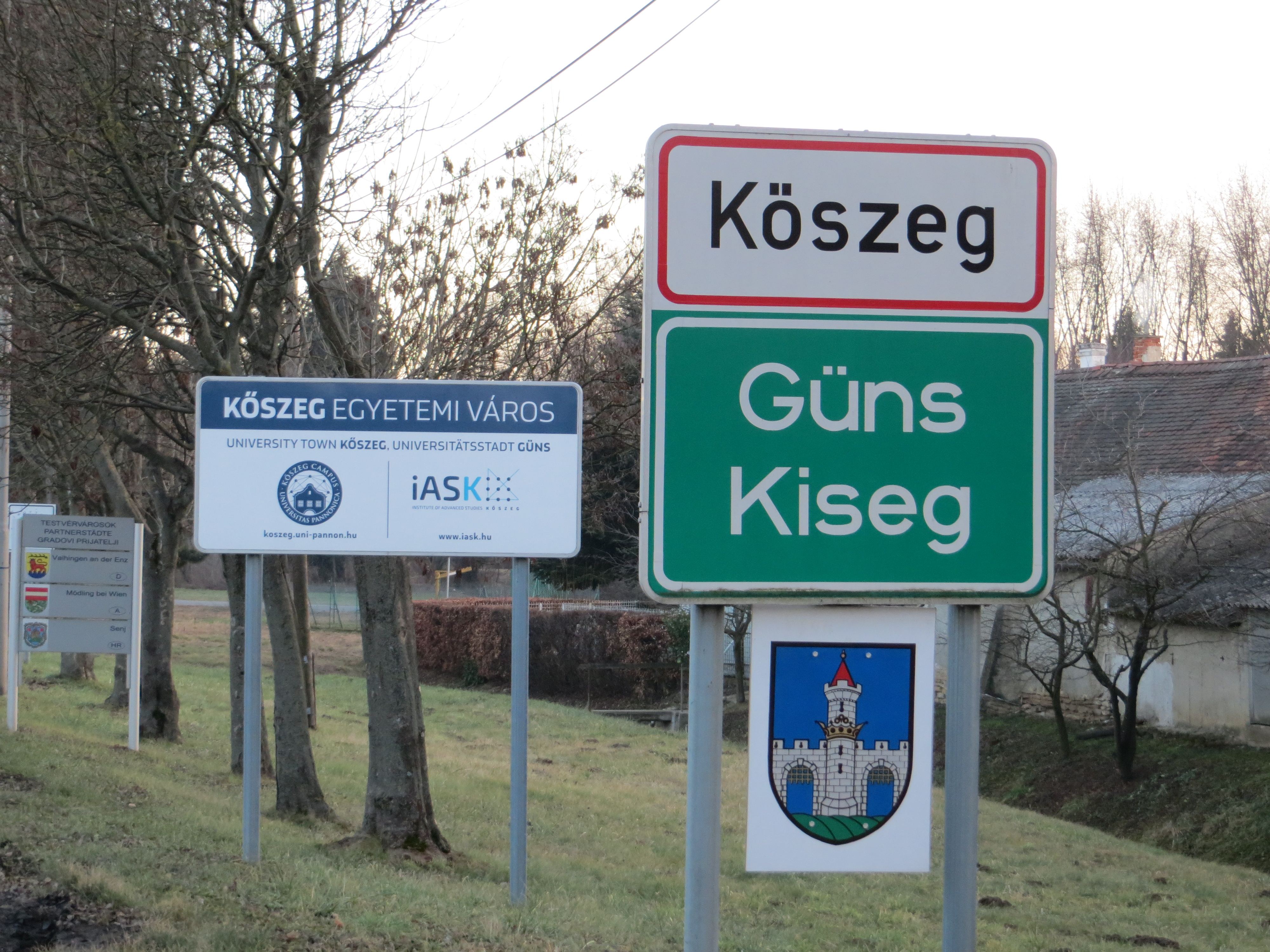
Dreisprachige Ortstafel

Die führende Rolle im Burgkomitat Vas verlor Kőszeg bereits in der ersten Hälfte des 19. Jahrhunderts. Die Produktionskrise im Zunftwesen während der ungarischen Reformzeit Anfang des 19. Jahrhunderts konnten nur wenige Handwerksbetriebe überleben. Die Gründung von Aktiengesellschaften, Vereinseinrichtungen und des ersten Geldinstitutes im Komitat bezeugen die frühbürgerliche Stadtentwicklung. Neben der bislang typischen Gesellschaft von Kleingewerbetreibenden und Kleinhandelsunternehmen entwickelte sich Kőszeg in dieser Zeit zur Stadt der Schulen, Sanatorien und Garnisonen. Dabei blieb der besonders schöne und wertvolle Natur- und Baubestand von den Entwicklungen und Folgen des Kapitaleinsatzes unberührt. Meistens wurden nur die Torbasteien an den Festungsanlagen beschädigt. Die Stadtstruktur blieb unverändert erhalten.
1936 wurde unweit der Kalvarienkirche das Trianon-Kreuz errichtet.
Zwischen Dezember 1944 und März 1945 wurde im Bunker am Fuße des Kalvarienberges zur Zeit der Szalasi-Regierung die ungarische Heilige Krone (Stephanskrone) bewacht.
Für die Bewahrung des baulichen Erbes wurde Kőszeg im Jahre 1978 mit dem Hild-Preis, einem ungarischen Architekturpreis, ausgezeichnet.
Heute ist Kőszeg eine der schönsten Städte Ungarns (auch „Schmuckkästchen Ungarns“ genannt) und ein Urlaubsort.

## Bevölkerungsentwicklung
Die Volkszählung 2011 ergab 11.666 Einwohner, von denen sich 10.693 als ethnische Ungarn (92 %), 609 als Ungarndeutsche (5,2 %) und 263 als Kroaten (2,2 %) erklärten. Bei den Religionen ergaben sich 2011 folgende Anteile: 50 % römisch-katholisch, 2,2 % lutherisch, 7,1 % kalvinistisch, 0,6 % atheistisch, 39 % ohne Antwort, 1,7 % andere. Arbeitslosigkeit war im Jahr 2011: 3,9 %.
| Jahr | Anzahl | Bemerkungen                                                               |
| ---- | ------ | ------------------------------------------------------------------------- |
| 1833 | 5.373  | „meist Deutsche mit wenigen Ungarn“                                       |
| 1857 | 7.317  | 6.436 Deutschsprachige (88 %), 881 Ungarn (12 %)                          |
| 1880 | 7.301  | 5.290 Deutschsprachige (72,5 %), 1.458 Ungarn (20 %), 191 Kroaten (2,6 %) |
| 1910 | 8.423  | 3.066 Deutschsprachige (36,4 %)                                           |
| 1920 | 8.492  | 3.314 Deutschsprachige (39 %)                                             |
| 1941 | 10.320 | 1555 Deutschsprachige (15,1 %)                                            |
| 2011 | 11.166 | 10.693 Ungarn (92 %), 609 Ungarndeutsche (5,2 %), 263 Kroaten (2,2 %)     |

## Sehenswertes

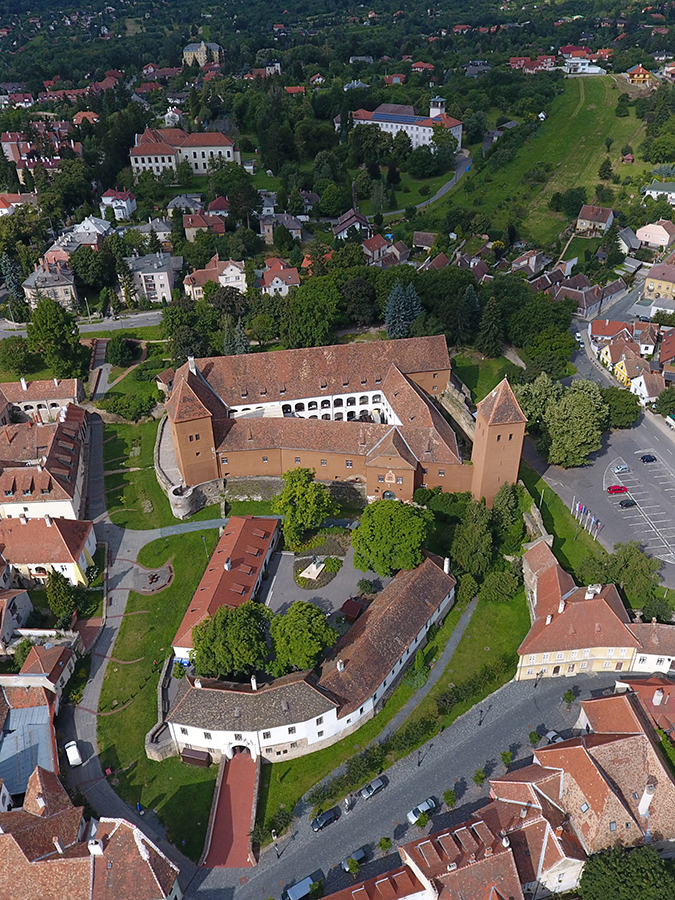
Burg Jurisics

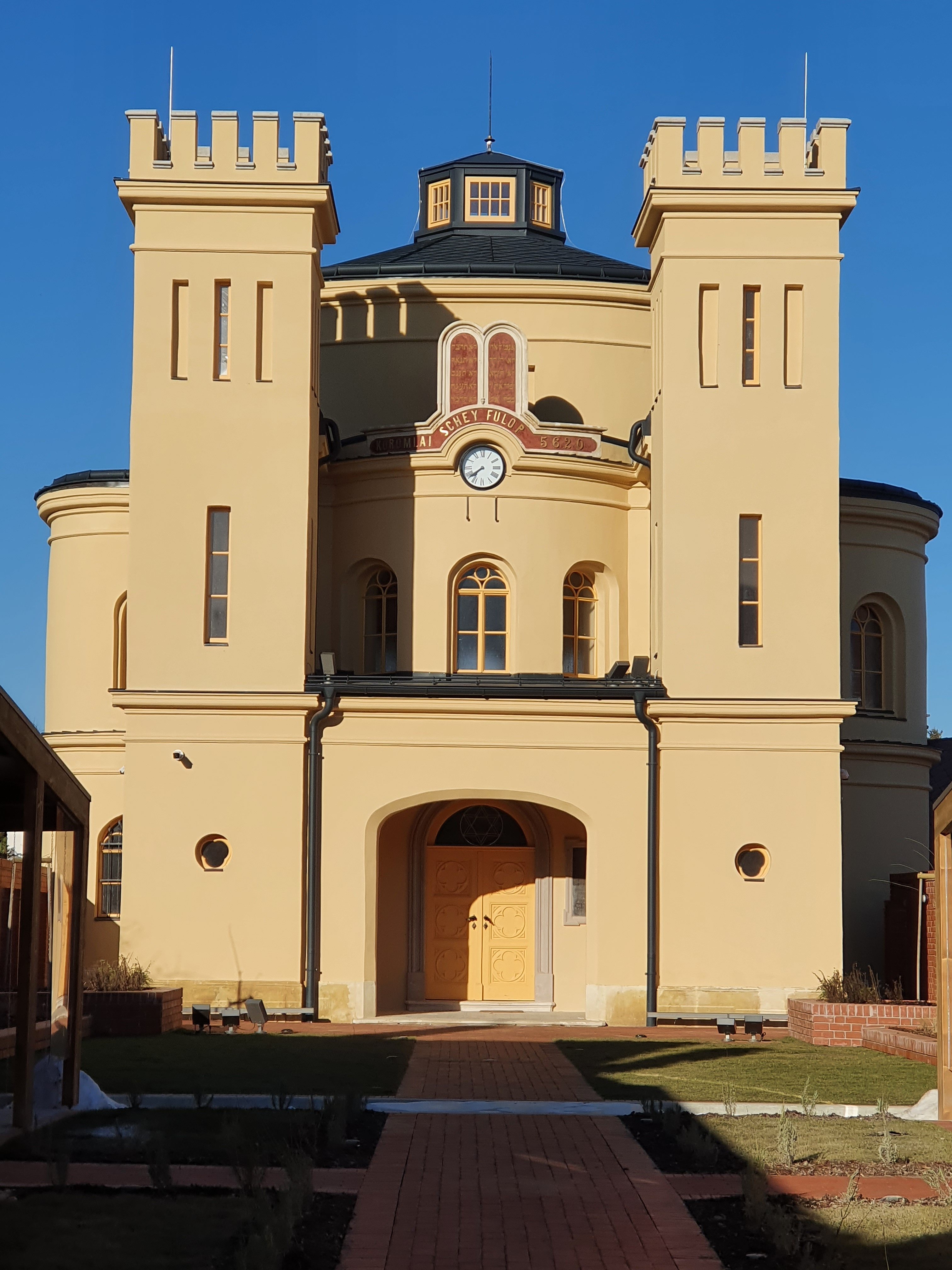
Die Synagoge

- Burg Jurisics mit Burgmuseum, Neueröffnung nach Renovierung und Restaurierung im Sommer 2012
- Hauptplatz, seit 2006 Fußgängerzone
- Innenstadt mit mittelalterlichen Bauten, innerhalb vom Burggraben (Várkör, ung. eigentlich „Burgring“) weitgehend restauriert
- Herz-Jesu-Kirche (neogotisch), Stadtpfarrkirche (Bauzeit: 1892–1894); Architekt Ludwig Schöne (Wien)
- Synagoge von Kőszeg, renoviert, nachdem sie jahrzehntelang dem Verfall preisgegeben war.
- Steirerhäuser im Günser Gebirge (seit 1750)
- Arany Egyszarvú Patikamúzeum, Apothekenmuseum
- Günser Gebirge (Kőszegi hegység)
- Geschriebenstein (Írott-kő) ist mit 884 m die höchste Erhebung des Burgenlandes und Westungarns.
- Siebenbründel (Hétforrás), beliebtes Wanderziel von Kőszeg und auch von Rattersdorf.
- Wachtturm (Óház) (609 m), hier wurde im 13. Jahrhundert die erste Burg von Güns gebaut.
- Kőszeger Riesenplatane (Kőszegi Óriásplatán), ca. 350 Jahre alt, 28 m hoch mit einem Umfang von 9 m.

## Verkehr
Kőszeg liegt 18 km nordwestlich von Szombathely entfernt. Die Komitatshauptstadt ist über die Nationalstraße 87 sowie mit der GySEV über eine eingleisige, nicht elektrifizierte Bahnstrecke seit 1. August 1883 zu erreichen. Kőszeg war ab dem 5. November 1908 Endstation der Burgenlandbahn.
Eine grenzüberschreitende Verlängerung in Richtung Oberpullendorf, Deutschkreutz und Sopron wurde seitens des Burgenlands vorgeschlagen. Ein Straßengrenzübergang führt zu der österreichischen Kirchschlager Straße (B 55) bzw. mittelbar der Günser Straße (B 61) nach Rattersdorf (Rőtfalva) bzw. Lockenhaus.
Auf österreichischer Seite findet die S 31 Burgenland Schnellstraße ihre Fortsetzung mit der geplanten Schnellstraße M87 über Kőszeg nach Szombathely. Nach 2022 wird die Günser Schnellstraße mit dem 4-streifigen Ausbau geplant.

## Sport
In Kőszeg befindet sich auf dem Kenyér-hagy mit der Skisprungschanze Kőszeg ein aus mehreren Schanzen bestehendes Trainingszentrum für den Nordischen Skisport.

## Partnerstädte
Kőszeg ist Mitglied der internationalen Vereinigung Douzelage.
Weitere Städtepartnerschaften verbinden die Stadt unter anderem mit
 Offenbach am Main
 Vaihingen an der Enz in Baden-Württemberg,
 Mödling in Österreich,
 Senj in Kroatien,
 Nitrianske Hrnčiarovce, Okres Nitra, Slowakei.

## Söhne und Töchter der Stadt

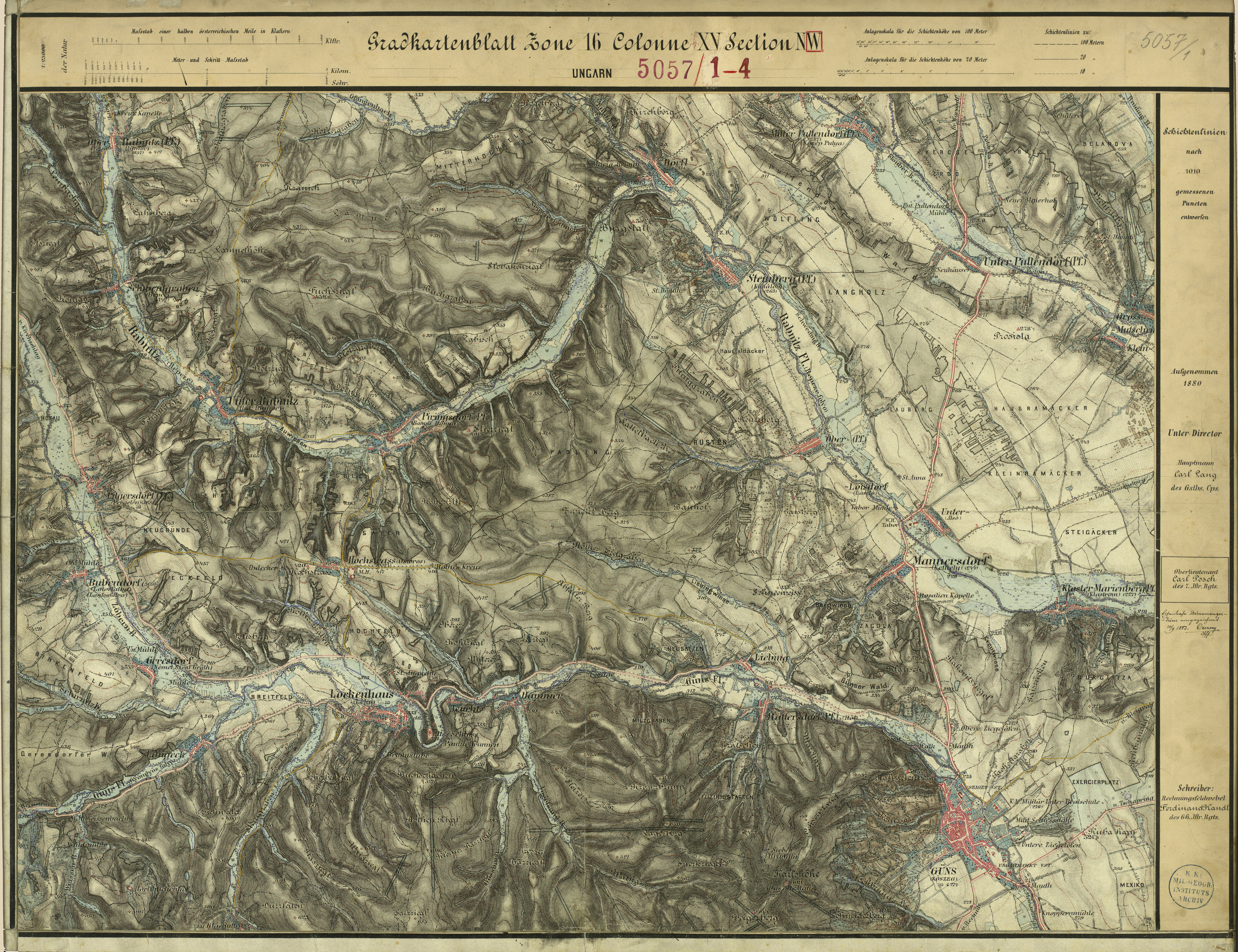
Güns/Kőszeg (rechts unten) um 1880 (Aufnahmeblatt der Landesaufnahme)

- Emerich von Morocz (1699–1758), k.k. Feldmarschall-Lieutenant und Inhaber des Husaren-Regiment No. 9.
- Andreas Hadik von Futak (1711–1790), österreichischer Reichsgraf und Feldmarschall
- Joseph von Csekonics (1757–1824), österreichischer Generalmajor und Begründer der österreichischen Pferdezucht
- Samuel von Giffing (auch Giefing) (1758–1813), k.k. Generalmajor, gefallen in der Völkerschlacht bei Leipzig, Kommandeur der „Brigade Giffing“
- Joseph Mesko von Felso-Kubiny (1762–1815), k.k. Feldmarschall-Lieutenant in Güns gestorben und begraben
- Philipp Schey von Koromla (1798–1881), Großhändler und Philanthrop, Gründer der Synagoge
- Friedrich Schey von Koromla (1815–1881), österreichischer Bankier und Mäzen
- Louise Weinlich-Tipka (1829–1907), Sängerin
- Marie Herzfeld (1855–1940), Schriftstellerin, Literaturkritikerin und Übersetzerin
- Nikolaus Freyberger (1865–1944), österreichischer Lederhändler und Politiker (CS), Mitglied des Burgenländischen Landtags
- Sándor Kárpáti (1872–1939), Komponist
- Nikolaus Graf von Üxküll-Gyllenband (1877–1944), Kaufmann, Oberst z.V. und Widerstandskämpfer des 20. Juli 1944
- Gyula Lóránt (1923–1981), Fußballspieler und -trainer
- András Arató (Hide-The-Pain-Harold) (* 1945), Elektroingenieur, Model, weltweit als Meme bekannt
- József Fabcsics, Übersetzer
- Attila Horváth (1967–2020), Diskuswerfer, Bronzemedaillengewinner bei den Leichtathletik-Weltmeisterschaften 1991
- Benedek Szabolcs Fekete (* 1977), römisch-katholischer Geistlicher, Weihbischof in Szombathely

## Sonstige mit der Stadt verbundene Persönlichkeiten
- Herren von Güns, Familie der Stadtgründer
- Géza Ottlik, ungarischer Schriftsteller, besuchte die Militär-Realschule in Kőszeg und schrieb den Roman Die Schule an der Grenze
- Ágota Kristóf, ungarisch-schweizerische Schriftstellerin, verbrachte einige Jahre ihrer Kindheit in Kőszeg, verarbeitet im Roman Das große Heft
- Virág Vörös, ungarische Skispringerin, trat für den Verein Kőszegi SE an